# William Maclay
William Maclay (New Garden Township, 20 luglio 1737 – Dauphin, 16 aprile 1804) è stato un politico statunitense.
Maclay, assieme a Robert Morris, fu membro della prima delegazione della Pennsylvania al Senato. Dopo il mandato in Senato prestò servizio nella Camera dei rappresentanti della Pennsylvania in due occasioni distinte, come giudice della contea e come elettore presidenziale.

## Biografia
Maclay seguì studi classici prima di partecipare come tenente alla spedizione di Fort Duquesne del 1758. Partecipò ad altre spedizioni delle guerre franco-indiane. Studiò legge e divenne avvocato nel 1760. Dopo un periodo passato a praticare legge fu assunto dalla famiglia Penn prima di diventare protonotario ed impiegato al tribunale della Contea di Northumberland negli anni 1770. Durante la guerra d'indipendenza americana fece parte dell'Esercito Continentale come commissario. Partecipò spesso anche alla legislatura statale negli anni 1780. In questo periodo fu anche commissario indiano, giudice del tribunale e membro del consiglio esercutivo.
Dopo la ratifica della Costituzione Maclay fu eletto al Senato dove rimase dal 4 marzo 1789 al 4 marzo 1791. Ricevette un mandato di due anni invece del classico da sei anni dopo che perse uno scontro con l'altro senatore della Pennsylvania, Robert Morris. Al Senato Maclay fu uno dei membri più radicali del partito Anti-Amministrazione. Nel suo diario, unico diario ed uno dei documenti più importanti del 1º Congresso degli Stati Uniti d'America, criticò John Adams e George Washington. Criticò anche molti loro sostenitori che concorsero al Senato. Non riuscì ad essere rieletto dalla legislatura della Pennsylvania.
Maclay si ritirò nella propria fattoria a Dauphin, ma partecipò alla Camera dei rappresentanti della Pennsylvania nel 1795, nel 1796 e nel 1797. Inoltre fu elettore presidenziale nel 1796, giudice di contea dal 1801 al 1803 e di nuovo membro della Camera dei rappresentanti statale nel 1803. Sposò la figlia di John Harris, Sr. di Harrisburg. Morì nel 1804 e fu sepolto nel cimitero Paxtang di Harrisburg. Anche molti suoi parenti furono politici, tra cui il fratello Samuel Maclay ed il nipote William Plunkett Maclay.